# Pandaka
Pandaka is een geslacht van straalvinnige vissen uit de familie van grondels (Gobiidae).

## Soorten
- Pandaka bipunctata Wu, 2008
- Pandaka lidwilli (McCulloch, 1917)
- Pandaka pusilla Herre, 1927
- Pandaka pygmaea Herre, 1927
- Pandaka rouxi (Weber, 1911)
- Pandaka silvana (Barnard, 1943)
- Pandaka trimaculata Akihito & Meguro, 1975